# Pistis
En la mitología griega, Pistis (Πίστις, Pístis) era la personificación de la buena fe, la confianza y fiabilidad. Es mencionada junto con muchas otras personificaciones como Elpis («Esperanza»), Sofrosina («Templanza»), y las Cárites, quienes estaban todas asociadas con la honestidad y armonía entre la gente. Su equivalente romano era Fides.
Por otra parte, un estrecho vínculo entre pistis y persuasión, desarrollada a través de la discusión de la fe, se transformó aún más por una comprensión de pistis como una técnica retórica.